# Автономна сензорна меридианна реакция
Автономна сензорна меридианна реакция (на англ. абревиатурата ASMR; разговорно мозъчен оргазъм) е усещане за изтръпване, което обикновено започва от скалпа и се движи надолу по задната част на врата и горната част на гръбначния стълб. Това е приятна форма на парестезия, сравнима със слухово-тактилната синестезия и може да се припокрие с възбуда провокираща настръхване, а именно психофизиологичен отговор на възнаграждаващи стимули (включително музика, филми, истории и ритуали).
Автономната сензорна меридианна реакция е субективното преживяване на „ниска степен на еуфория“, характеризиращо се с „комбинация от положителни чувства и ясно усещане за изтръпване на кожата, подобно на изтръпване на кожата“. Най-често се предизвиква от специфични слухови или зрителни стимули и по-рядко от умишлен контрол на вниманието.
Поддръжници на тезата, че това изживяване може да води до сексуална възбуда, публикуват видеоклипове, категоризирани като ASMR еротика (ASMRotica), които са умишлено проектирани да бъдат сексуално стимулиращи.

## Стимули
Често срещани ASMR стимули:
- Шепот (75%)
- Лично внимание (69%)
- Хрупкави звуци (64%)
- Бавни движения (53%)
- Повтарящи се движения (36%)
- Усмихване (13%)

## Тенденции в социалните мрежи
Социалните мрежи генерират често репродуцирано съдържание, като една от последиците е появата на жанр от видеоклипове, предназначени да предизвикат автономна сензорна меридианна реакция, които в YouTube наброяват над 25 милиона до 2022 г., както и специална категория от потоци на ASMR на живо в Twitch.

## Еволюция
Няма известни източници за какъвто и да е еволюционен произход на автономната сензорна меридианна реакция, тъй като все още не е установено да има биологични корелации. Въпреки това значително мнозинство от описанията на ASMR от тези, които го изпитват, сравняват усещането с това, предизвикано от получаването на нежно физическо докосване, предоставяйки примери като подстригване или сресване. Това води до предположението, че ASMR може да е свързано с акта на почистване/пощене или ресане на коса.

## Галерия
- Видео със студена сода
- Шепот